# 佐藤雄大 (ミュージシャン)
佐藤 雄大（さとう ゆうだい、1983年2月19日 - ）は、群馬県高崎市出身の日本のエレクトーン奏者、キーボーディスト、作曲家。フュージョン、ジャズ、ロックなど幅広いジャンルで、数多くのミュージシャンとの共演歴を持つ。

## 人物・来歴
幼い頃からヤマハ音楽教室でエレクトーンを習い、1998年ジュニアエレクトーンコンクール全日本大会で銀賞を受賞。大学入学後、ジャズピアノに専念し、アメリカに渡り本格的にジャズの勉強をする。インターナショナルエレクトーンコンクール 2002 （ポピュラー部門）グランプリ受賞、翌年からプロ活動を開始する。「AKB48グループ歌唱力No.1決定戦」には立ち上げ当初から携わり、2020年開催の第3回まで、全ての予選審査員と決勝大会のバンドマスターを務めた。

### 参加ユニット・バンド
- APOLO JAM - 佐々木史郎（熱帯JAZZ楽団）
- 臼庭潤&YOUNG RABBITS
- JAM company - 本間将人、坂東慧、他

### サポート
- NAOMI YOSHIMURA
- T-SQUARE
- 水樹奈々（2020年のNANA ACOUSTIC ONLINEからメンバー参加）
- 他、勝田一樹、小森啓資、佐野聡、小林正弘、安部潤、田中義人、田中栄二、松本幸弘、坂本竜太、小林香織、北原雅彦（東京スカパラダイスオーケストラ）など多数[3]